# Gzików
Gzików – wieś w Polsce położona w województwie łódzkim, w powiecie sieradzkim, w gminie Błaszki.
W latach 1975–1998 miejscowość położona była w województwie sieradzkim.

## Historia
Pierwsza wzmianka pochodzi z 1391 roku – wieś stanowiła wtedy własność Chebdy herbu Pomian.
W XV i XVI wieku właścicielami wsi byli: Miłkowscy herbu Abdank i Mączyńscy herbu Świnka. W drugiej połowie XVIII wieku kolejny właściciel gen. Józef Lipski zbudował tu według projektu Alberta Lessela w otoczeniu romantycznego parku dwór, który nie przetrwał. W połowie XIX w. dobra te drogą licytacji przeszły w ręce Mateusza Arnolda, a następnie jego potomków. Po II wojnie światowej majątek rozparcelowano.

## Zabytki
We wsi pozostały relikty grodziska stożkowatego oraz nasyp, który miejscowi nazywają "zamkiem", lub "wyspą". Są tam również stawy które były częścią parku, którym było niegdyś Gzików. Został tam jeszcze dworek, który jest w rozsypce.

## Osoby związanie z Gzikowem
- Jan Mączyński(1520 – przed 1584), urodzony w Gzikowie, wydał w 1564 r. w Królewcu owoc długoletniej pracy i wnikliwych studiów, jakim był jego łacińsko-polski słownik
- Józef Lipski (1772–1817), generał, przywódca powstania wielkopolskiego 1806 roku w Kaliskiem

## Wspólnoty wyznaniowe
- Kościół rzymskokatolicki
- Świadkowie Jehowy: zbór, Sala Królestwa[4].